# Clan Mizuno

Mon du clan Mizuno.

Le clan Mizuno (水野氏, Mizuno-shi) est un clan japonais qui prétend descendre de la branche Seiwa Genji du clan Minamoto. Durant la période Edo, le clan Mizuno produit de nombreux fudai daimyo au service du shogunat Tokugawa ainsi que de nombreuses familles de hatamoto. Dame Odai, mère de Tokugawa Ieyasu, est la fille d'un Mizuno, précisément Tadamasa Mizuno, du château de Kariya.
Mizuno Tadakuni, le réformateur politique de la fin de la période Edo, est un descendant de ce clan qui règne sur l'éphémère domaine d'Ogawa.